# スニッファー ウクライナの私立探偵
『スニッファー ウクライナの私立探偵』（ロシア語: Нюхач / 英: The Sniffer）は、2013年から放送されているウクライナ制作のテレビドラマ・シリーズ。監督はアルチョム・リトビネンコ。ウクライナ制作のドラマだがロシア語で製作されている。
異例の嗅覚を持つ主人公が、現場に残されたニオイという見えない証拠を嗅ぎわけ、犯人をプロファイリングし、真相を究明していく。60か国以上で放映権が取得されている。
『スニッファー 嗅覚捜査官』（スニッファー きゅうかくそうさかん）と題して2016年にNHKが日本版としてリメイクした他、フランスのTF1など数か国でリメイク制作が決定している。

## 概要
2013年11月11日のウクライナのテレビ・チャンネル ICTVで放送を開始。
ロシアでは翌月12月16日に2チャンネル 1TVでスタートし、平均視聴率26.7%を記録した。
日本では、AXNミステリーにおいてシーズン1が2015年7月から放送され、シーズン2が2016年8月から放送されている。DVDはシーズン1が2016年10月、シーズン2が2016年11月に発売される。
2014年にハンブルクのワールドメディアフェスティバルでインターグローブ金賞、シカゴ国際映画祭テレビシリーズ部門でゴールドプラーク賞を受賞。2015年にはヒューストン国際映画祭テレビミニシリーズ部門でプラチナ・レミ・アワードを受賞した。

## キャスト
- スニッファー - キリル・カロ
- ビクトル - イワン・オガネシアン
- ユーリャ - マリヤ・アニカノヴァ
- タチヤナ - ニーナ・ゴガーエヴァ

## スタッフ
- 脚本 - アルチョム・リトビネンコ、アンドレイ・バビク
- 監督 - アルチョム・リトビネンコ

## 関連商品
DVD
- スニッファー嗅覚捜査官（オリジナル版）BOX1（2016年10月4日、NHKエンタープライズ）
- スニッファー嗅覚捜査官（オリジナル版）BOX2（2016年11月2日、NHKエンタープライズ）

## 日本版
『スニッファー 嗅覚捜査官』（スニッファー きゅうかくそうさかん）のタイトルで、NHK総合の土曜ドラマにて2016年10月22日から12月3日まで毎週土曜日22時 - 22時44分に放送された。全7回。主演は阿部寛。
続編となる『スニッファー スペシャル』が、NHK総合にて2018年3月21日の22時から23時13分に放送。「8Kスペシャルバージョン」として、同局の長尺ドラマとしては初となる8K撮影により製作される。

### キャスト（日本版）
公式サイトの登場人物紹介に基づく。
華岡信一郎（はなおか しんいちろう）
演 - 阿部寛
主人公。超人的な嗅覚を持ち、犯罪現場に残された匂いを嗅ぎ、事件解決に協力するコンサルタントとして活動している（警察官ではない）。匂いに敏感すぎるため、普段は鼻栓をして生活をしている。
小向達郎（こむかい たつろう）
演 - 香川照之
警視庁の刑事。ひねくれ者の華岡のお守り役として北千住警察署から「特別捜査支援室」に配属され、華岡の型破りな捜査に翻弄される。仕事一筋で婚期を逃し、母と2人暮らし。
末永由紀（すえなが ゆき）
演 - 井川遥
耳鼻咽喉科の女医。華岡の特殊な嗅覚に医学的な興味を持つ。
片山恵美（かたやま えみ）
演 - 板谷由夏
華岡の元妻。学生時代に知りあい結婚、性格の不一致が原因で3年で離婚する。
上辺一郎（うわべ いちろう）
演 - 野間口徹
警視庁特別捜査支援室を統括する達郎の上司。
片山美里
演 - 水谷果穂
華岡と恵美の間に出来た娘。高校生。現在は華岡からの養育費をもらった恵美の下で暮らしている。
黒野昌平
演 - 竹森千人
達郎の同僚。
細井幸三
演 - 馬場徹
達郎の同僚。
早見友梨
演 - 高橋メアリージュン
達郎の同僚。
小向昌子（こむかい まさこ）
演 - 吉行和子
達郎の母。夫を亡くし、一人息子の達郎を女手一つで育てた。

#### ゲスト
第1話
沼田秀夫
演 - 劇団ひとり
スクラップ工場で働く、元エリート。
大山良蔵
演 - 村井國夫
大物代議士。
豪華客船のウェイトレス
演 - おのののか
スクラップ工場の社長
演 - すわ親治

第2話
仙崎士郎
演 - トータス松本
元射撃選手、元陸上自衛官。
仙崎夏美
演 - 川上凛子
仙崎の娘。6年前に死亡。
小松
演 - 岡田浩暉
小向の射撃競技の元チームメイト。
大蔵
演 - 菅田俊
ナショナル警備保障相談役。元防衛省官僚。
勅使河原洋三
演 - 真木仁
山際重工会長。白昼のオフィス街で狙撃され死亡。
矢口孝雄
演 - 志賀廣太郎（第6話にも登場）
検視官。
東都銀行頭取
演 - 清水一彰
2人目の被害者。
墓地の管理人
演 - 村松利史
鑑識
演 - 坂田聡

第3話
長澤塔子
演 - 川原亜矢子
東京国際美術館館長。
志村孝彦
演 - イッセー尾形
学芸員。
新藤正臣
演 - 矢島健一
文部科学省事務次官。
緒川直樹
演 - 岡本信人
色材科学研究所所員。
ヨハン・シュナイダー
演 - スティーブン・アシュトン
文化広報部長。
リポーター
演 - 田村たがめ

第4話
徳大寺照子
演 - 黒木瞳
「真愛教団」教祖。
大垣葉子
演 - 七海エリー
「真愛教団」No.2。教祖が後継者を指名する儀式の最中に殺害された。
井口
演 - 神農直隆
「真愛教団」No.3。大垣の用心棒。2人目の被害者。
米倉
演 - 梶原善
「真愛教団」No.4。
松平
演 - 山本浩司
「真愛教団」No.5。3人目の被害者。
大仁田
演 - 龍坐
「真愛教団」No.6。
山形
演 - 水橋研二
「真愛教団」No.7。
神代
演 - 加藤虎ノ介
「真愛教団」No.8。
石垣
演 - 神保悟志
公安警察の刑事。
金庫番
演 - 山崎潤
10年前に死亡した「真愛教団」の信者。

第5話
鹿島吾郎
演 - 原田泰造
「NEWSインパクト」のメインキャスター。
真壁洋一
演 - 寺田心
鹿島の隠し子。誘拐被害者。
大門
演 - ベンガル
社長。
大澤
演 - 山崎樹範
鹿島のマネージャー。
山内瞳
演 - 菜葉菜
真壁家のヘルパー。
大田原敦
演 - ドロンズ石本
誘拐の主犯。
鹿島の妻
演 - 理絵
アナウンサー
演 - 平井理央
司会者
演 - 島崎和歌子、三宅十空
プロデューサー
演 - 木下政治
誤認検挙された人物
演 - 吉満寛人
医師
演 - ヨシダ朝
捜査員
演 - 蔵原健
記者
演 - 本田誠人

第6話
鬼島正則
演 - 尾美としのり
錦糸町署の刑事。
鏑木哲也
演 - 徳重聡
警視庁刑事部参事官
桐生賢治
演 - 戸田昌宏（第7話にも登場）
末永の夫。精神科医だったが、投資詐欺グループの一員として逮捕され、服役中。
槙田翔太
演 - 松田陸
美里の彼氏。

第7話
枦山
演 - 安田顕
サイコパスの殺人犯。
枦山勇人
演 - 安田顕
殺人犯の枦山の双子の兄。営業マン。

スペシャル
七条香奈
演 - 波瑠
FBIで学んだプロファイラー。
岩渕幸雄
演 - 松尾スズキ
華岡のかつての同僚の研究者。
藤森泰三
演 - 西村まさ彦
元厚生労働大臣。

### スタッフ（日本版）
- 脚本 - 林宏司、山岡潤平、真野勝成
- 演出 - 堀切園健太郎、橋爪紳一朗、渡邊良雄
- 原作 - 『スニッファー ウクライナの私立探偵』(Film.UA)
- 音楽 - 岩崎太整
- 嗅覚考証 - 東原和成
- 香料指導 - 鈴木隆
- 医事考証 - 近藤健二
- 警察考証 - 尾崎祐司
- 擬闘 - 高木英一
- 美術 - 岡島太郎
- 技術 - 水野富裕
- 音響効果 - 山田正幸
- 撮影 - 相馬和典
- 照明 - 鈴木岳
- 音声 - 高木陽
- 映像技術 - 関口寛子
- VFX - オダイッセイ
- 美術進行 - 萩原春樹
- 記録 - 岡崎正亮
- 編集 - 鈴木真一
- タイトル映像 - 加藤径郎
- 制作統括 - 磯智明

### 放送日程
| 各話   | 放送日   | 脚本            | 演出         |
| ------ | -------- | --------------- | ------------ |
| 第1話  | 10月22日 | 林宏司          | 堀切園健太郎 |
| 第2話  | 10月29日 | 林宏司          | 堀切園健太郎 |
| 第3話  | 11月05日 | 林宏司 山岡潤平 | 堀切園健太郎 |
| 第4話  | 11月12日 | 林宏司          | 橋爪紳一朗   |
| 第5話  | 11月19日 | 林宏司          | 橋爪紳一朗   |
| 第6話  | 11月26日 | 林宏司          | 渡邊良雄     |
| 最終話 | 12月03日 | 林宏司          | 渡邊良雄     |

### 関連商品（日本版）
ノベライズ
- 青塚美穂『小説 スニッファー 嗅覚捜査官』（2016年10月20日、集英社文庫、ISBN 978-4-08-745508-3）

CD
- 岩崎太整『NHK土曜ドラマ「スニッファー嗅覚捜査官」オリジナル・サウンドトラック』（2016年11月30日、スペースシャワーネットワーク、DDCB-12973）

DVD/Blu-ray
- スニッファー 嗅覚捜査官 DVD-BOX（2017年4月21日、NHKエンタープライズ）
- スニッファー 嗅覚捜査官 ブルーレイBOX（2017年4月21日、NHKエンタープライズ）

| NHK総合 土曜ドラマ                                 | NHK総合 土曜ドラマ                                   | NHK総合 土曜ドラマ                            |
| 前番組                                             | 番組名                                               | 次番組                                        |
| -------------------------------------------------- | ---------------------------------------------------- | --------------------------------------------- |
| 夏目漱石の妻 （2016年9月24日 - 10月15日）          | スニッファー 嗅覚捜査官 （2016年10月22日 - 12月3日） | スクラップ・アンド・ビルド （2016年12月17日） |
| NHK総合 土曜22時台                                 |                                                      |                                               |
| 夏目漱石の妻 （土曜21:00 - 22:13）サタデースポーツ | スニッファー 嗅覚捜査官 （土曜22:00 - 22:44）        | -                                             |